# Ferme du Corboulo
La ferme du Corboulo est une ancienne ferme de la commune de Saint-Aignan, dans le Morbihan, en France.

## Localisation
La ferme est située au cœur du hameau du Corboulo, à environ 1,2 km à vol d'oiseau au sud du centre-bourg de Saint-Aignan.

## Historique
La ferme est construite en 1793 pour Yves Guillome et son épouse Marie Cognan.
Les façades et toitures ainsi que le puits font l'objet d'une inscription au titre des monuments historiques par l'arrêté du 17 juillet 1987.

## Architecture
La ferme est bâtie en schiste et grès selon un plan rectangulaire d'environ 26 × 7 m. La ferme est construite sur trois niveaux, dont un de combles. Un deuxième logis - rez-de-chaussée et grenier - prolonge le premier sur sa droite, séparé de l'étable par une cloison en palis.